# Asynarchus tibetanus
Asynarchus tibetanus is een schietmot uit de familie Limnephilidae. De soort komt voor in het Oriëntaals gebied.